# Wälischmiller
Die Wälischmiller Engineering GmbH in Markdorf, einer Kleinstadt im Bodenseekreis in Baden-Württemberg, ist ein Hersteller von Manipulatoren und Robotern für Transport- und Sortierarbeiten in radioaktiven Räumen. Früher stellte das Unternehmen auch Strahlenprüfgeräte zur zerstörungsfreien Materialüberprüfung sowie Strahlenschutzeinrichtungen her.
Beliefert werden Kernkraftwerke, Wissenschaft und Forschung sowie Industrieunternehmen. Das Unternehmen ist heute als tätig, die zum britischen börsennotierten Konzern Carr's-Millings-Industries Plc. gehört, beschäftigt 80 Mitarbeiter und entwickelt Produkte und Systeme im Bereich Fernhantierung, Robotik und Strahlenschutz.

## Geschichte

### Anfänge
Wälischmiller wurde 1945 von Hans Wälischmiller, der zuvor bei Dornier in führender Stellung tätig war, als Einzelfirma in Meersburg gegründet. Er begann mit der Herstellung von Kinderrollern. Nach einigen Monaten erfolgte der Einstieg in die Medizintechnik und Fertigung von Dentalgeräten. 1949 stellte er für ein pharmazeutisches Unternehmen eine Anlage zum Umfüllen, Verteilen und Verpacken von radioaktivem Strontium-90 her und war mit diesem Produkt so erfolgreich, dass er damit in die Nuklearmedizin und Kerntechnik einstieg.

### Neue Entwicklungen
1952 entwickelte und fertigte Wälischmiller gasdichte Arbeitsboxen für den Handschuh- und Manipulator-Betrieb. 1957 beauftragte ihn das Max-Planck-Institut Göttingen mit der Lieferung einer Verteilanlage für radioaktive Stoffe. 1958 belieferte er das Hahn-Meitner-Institut in Berlin mit Einrichtungen für Radio-Nuklid-Laboratorien. 1961 wurde der Forschungs-Reaktor in München-Garching mit einer Rohrpostanlage und heißen Zellen mit Manipulatoren für Forschung und Isotopen-Produktion geliefert.

### Umzug nach Markdorf
1965 war das Werk in Meersburg bereits zu klein. Wälischmiller baute im benachbarten Markdorf und verlegte auch den Sitz dorthin.
In den 1970er Jahren wurden Kliniken mit Operations- und Bestrahlungseinrichtungen mit Strahlenschutz für die Radium-Therapie beliefert. 1979 wurde der erste Kraftmanipulator zur fernbedienten Handhabung von schweren Lasten hergestellt, der aus einer Kranbrücke, Katze, Teleskop und Hebezeug bestand und in heiße Zellen verwandt und an Kernkraftwerke geliefert wurde. Die Anlagen dienten auch zum Einschließen von radioaktivem Abfall in Fässern. Für die Entwicklungen erhielt Wälischmiller über 30 Patente im In- und Ausland.
Am 21. Dezember 1978 wurde die Einzelfirma in die Hans Wälischmiller GmbH umgewandelt und der Sohn Dipl.-Ing. Wolfgang Wälischmiller als Gesellschafter und Geschäftsführer beteiligt.

### Standort Dresden
1991 wurde der Standort Dresden-Rossendorf für den Bereich Nuklearmedizin eröffnet. Entwickelt und vertrieben wurden Geräte für den Strahlenschutz und die Ionisation von Arzneimitteln. Diese Produkte wurden ebenfalls weltweit vertrieben.

### Neuer Standort Meersburg
1999 begann Wälischmiller mit dem Einstieg in die Computertomographie und Röntgenprüfgeräte, die entscheidende Vorteile bei einer zerstörungsfreien Prüfung und komplexen Messungen von Werkstücken bietet. Diese Technologie wurde unter der Marke RayScan vermarktet.

### Beteiligung Mitsui Engineering & Shipbuilding
Am 15. Dezember 2003 trat Mitsui Engineering Shipbuilding & Co, Ltd., ein börsennotiertes Unternehmen mit 800 Tochtergesellschaften, als weiterer Gesellschafter mit einer Barkapitalerhöhung von 225.000 EUR in das Unternehmen ein, erwarb eine Beteiligung von 17,6 % und gewährte ein Gesellschafterdarlehen. Mitsui war Kunde von Wälischmiller und hatte Interesse am Erhalt von Wälischmiller.

### Insolvenz
Wälischmiller kam 2007 in Zahlungsschwierigkeiten und stellte am 21. Dezember 2007 beim Amtsgericht Konstanz den Antrag zur Eröffnung des Insolvenzverfahrens. Das Gericht bestellte den Stuttgarter Rechtsanwalt Volker Grub zum Insolvenzverwalter. Das Unternehmen beschäftigte in Markdorf 94, in Meersburg 9 und in Dresden-Rossendorf 22 Arbeitnehmer. Die Umsätze der Jahre 2003 bis 2007 schwankten zwischen 12,2 und 18,6 Mio. €. Rund 80 % der Umsätze wurden im Ausland erwirtschaftet. Die ausgewiesenen Gewinne lagen bei jährlich 0,4 Mio. €. Doch 2006 und 2007 betrugen die Verluste 1,4 Mio. € und 2,7 Mio. €.
Die Verluste waren durch die Entwicklung und Dokumentation einer zu breiten Produktpalette, die bei der bescheidenen Kapitalbasis des Unternehmens nicht mehr getragen werden konnten, entstanden. Teilweise handelte es sich um einmalige Projekte, wie ein Goniophotometerfür die Physikalisch-Technische Bundesanstalt in Braunschweig, eine Kapselbestrahlungs- und Siliziumdotierungsanlage für die Technische Universität München, ein Forschungsauftrag für das Vorhaben „Verbundprojekt hochauflösende Röntgen-Computertomographie-Messtechnik“, ein Elektronenbeschleuniger für einen russischen Kunden. Alle Projekte waren Großaufträge über mehrere Millionen Euro. Wälischmiller gelang es nicht, die Kosten für die Entwicklungen an die Kunden in vollem Umfange weiterzugeben.
Der Insolvenzverwalter veräußerte den Bereich Nuklearmedizin in Dresden mit allen 22 Arbeitnehmern zum 1. März 2008 an die Firma Isotope Technologies Dresden GmbH, heute ein Teil von Eckert & Ziegler. Der Bereich Computertomographie mit 9 Mitarbeitern in Meersburg wurde zum 1. Juli 2008 an die Belte AG in Delbrück veräußert.
Das Werk in Meersburg führte der Insolvenzverwalter unbeschränkt fort. Zur Kostenanpassung wurden 15 Arbeitnehmern gekündigt. In einem Investorenprozess zeigten über 40 Unternehmen weltweit Interesse an einer Übernahme. Zum 1. März 2009 übernahm Carr's Milling Industries Plc. mit Sitz in Carlisle, das Werk in Meersburg mit 70 Arbeitnehmern und 7 Auszubildenden unter einer neu gegründeten Wälischmiller Engineering GmbH mit Sitz in Marktdorf.
Das Insolvenzverfahren wurde 2013 mit einer vollen Befriedigung aller Gläubigerforderungen, die sich auf 6 Mio. € beliefen, beendet.

### Wälischmiller Engineering GmbH
Als Geschäftsführerin der neu gegründeten Gesellschaft wurde die bisherige Leiterin des Unternehmens für Technik und Koordination Claudia Reich bestellt. Sie führte das Unternehmen erfolgreich weiter. Schon 2013 wurden die nicht mehr den Ansprüchen von Wälischmiller entsprechenden Fabrikgebäude abgerissen und eine neue Werkhalle und ein neues Verwaltungsgebäude erstellt.

## Heute
Das Unternehmen arbeitet heute unter der Carr's Group Plc. weiterhin erfolgreich in den Bereichen Fernhantierung, Robotics und Strahlenschutz und bringt damit einen wesentlichen Beitrag für die Stilllegung alter Kernkraftwerke.